# Calypso (comics)
Pour les articles homonymes, voir Calypso (homonymie).
Calypso est une super-vilaine créée par Marvel Comics. Elle est apparue pour la première fois dans The Amazing Spider-Man #209, en 1980.

## Origines
L'Haïtienne Calypso Ezili étudia la magie vaudou sur une petite île des Caraïbes. On la surnomma la Sorcière, ou la Chasseuse d'âmes. Adorant le plaisir de la chasse, elle rencontra Kraven le Chasseur et devint son amante, le couple cherchant à capturer Spider-Man. Leur objectif leur échappa et ils finirent en prison, d'où ils s'échappèrent. Leur seconde tentative fut encore un échec, et ils retournèrent en cellule.
Après le suicide de Kraven, Calypso devint obsédée par le pouvoir et le mal. Elle sacrifia sa jeune sœur Mambo pour voler sa puissance magique. Puis elle utilisa un tambour mystique pour contrôler le Lézard et le forcer à attaquer Spider-Man.
Dans le but de ressusciter Kraven, elle affronta plus tard Daredevil qu'elle réussit pendant un temps à dominer par magie.
Plus tard, elle s'infiltra dans la Voûte (en) pour libérer le Lézard. Mais le monstre reprit sa volonté et il éventra la jeune femme. Instinctivement, elle transféra son esprit dans le Talisman de Damballah. Grâce à l'objet, elle prit possession d'une femme et l'utilisa pour renaître dans un nouveau corps.
Elle s'allia par la suite avec le fils de Kraven, Alyosha Kravinoff, qu'elle manipula avec une poudre mystique. Le chasseur, ayant appris cela, la tua de sang-froid.

## Pouvoirs
- Calypso était une sorcière vaudou. Elle concoctait et utilisait des potions et des poudres grâce à des rituels.
- Son pouvoir vaudou l'aidait à tromper le sens de Spider-Man, et à contrôler les animaux.
- En plus de certains artefacts mystiques, elle savait utiliser diverses armes, comme l'arbalète, la lance…

## Apparitions dans d'autres médias

### Cinéma
- 2023 : Kraven le Chasseur , interprétée par Ariana DeBose

### Télévision
- 1994-1998 : Spider-Man : l'homme-araignée (série d'animation)
- 2008-2009 : Spectacular Spider-Man (série d'animation)